# Otzolotepec
Otzolotepec est une municipalité de l'État de Mexico, au Mexique. Elle couvre une superficie de 127,95 km2 et compte 84 519 habitants en 2015.